# Nueva Tahona
Nueva Tahona es un caserío peruano ubicado en el distrito de El Arenal, perteneciente a la provincia de Paita del departamento de Piura, al norte del Perú. 

## Ubicación
Nueva Tahona se ubica al norte de la provincia de Paita, en el distrito de El Arenal, en el departamento de Piura. 

## Demografía
En 2017 Nueva Tahona tenía una población de 95 habitantes.
| Gráfica de evolución demográfica de Nueva Tahona entre 1993 y 2017 |
|                                                                    |
| Fuentes: Población 1993 y 2017                                     |